# Аренкур
Аренкур (фр. Arraincourt) насеље је и општина у североисточној Француској у региону Лорена, у департману Мозел која припада префектури Буле Мозел.
По подацима из 2011. године у општини је живело 130 становника, а густина насељености је износила 27,43 становника/km². Општина се простире на површини од 4,74 km². Налази се на средњој надморској висини од 200 метара (максималној 291 m, а минималној 232 m).

## Демографија
| 1962. | 1968. | 1975. | 1982. | 1990. | 1999. | 2011. |
| ----- | ----- | ----- | ----- | ----- | ----- | ----- |
| 141   | 157   | 133   | 118   | 119   | 114   | 130   |

График промене броја становника у току последњих година